# Jan Lamberts (1918-1949)
Jan Lamberts (Norg, 25 juli 1918 - Groningen, 16 november 1949) was een Nederlandse collaborateur in de Tweede Wereldoorlog. Hij werkte bij de politie en assisteerde de Sicherheitsdienst. Hij maakte van 1942 tot 1943 voornamelijk jacht op ondergedoken Joden in Apeldoorn en omgeving, vanaf augustus 1943 was Drenthe zijn werkterrein waar Lamberts deelnam aan verschillende standrechtelijke executies. In 1948 werd hij ter dood veroordeeld, het vonnis werd een jaar later voltrokken.

## Levensloop
Lamberts was de zoon van de landbouwer Hendrik Lamberts. Hij was wachtmeester bij de gemeentepolitie in Assen. Hij volgde een politieopleiding in Schalkhaar aan het Politie Opleidings Bataljon. Politiemannen werden daar onder Duits toezicht opgeleid in de ideologie van de SS. In maart 1942 kreeg Lamberts een aanstelling bij de zogeheten jodenploeg in Apeldoorn die onder leiding stond van Jannes Doppenberg, een groep die jacht maakte op joodse onderduikers. In Apeldoorn woonde Lamberts aan de Hoogakkerlaan 22.
De jodenploeg was tot augustus 1943 verantwoordelijk voor ongeveer tweehonderd arrestaties, Lamberts was betrokken bij de arrestatie van zo'n 45 personen. Zo was hij samen met Doppenberg op 16 juli 1943 verantwoordelijk voor de arrestatie van de bekende verzetsstrijder Johannes Post en zijn joodse koerierster Lien Kuijper. Zij werden aangehouden in pension De Roo in Ugchelen. Beiden werden in het politiebureau van Apeldoorn opgesloten. Post wist te ontsnappen uit de cel, Kuijper kwam terecht in Auschwitz, waar zij werd vergast. Van Lamberts is bekend dat hij zijn joodse arrestanten vaak intimideerde en uitschold, mishandelingen uit deze periode zijn niet bekend.
In Apeldoorn voelde Lamberts zich niet erg thuis. Hij verzocht in augustus 1943 om overplaatsing naar Assen. Samen met hem werden nog vier politieagenten, onder wie Sander van Droffelaar en Hendrik Lammerse aangenomen met nationaalsocialistische sympathieën. Hun belangrijkste taak werd om de Drentse verzet aan te pakken. Daarbij werkten zij nauw samen met de Sicherheitsdienst. De groep was al snel gevreesd en had een gewelddadige reputatie. Lamberts mishandelde zijn slachtoffers en ging daarbij steeds wreder te werk. Hij mishandelde hen met geweerkolven, koppelriemen, zwepen en eiken knuppels. In april 1944 bezocht Lamberts Berend Eding in Nieuw-Buinen en deed zich voor als iemand van het verzet. Nadat Eding er bij kwam werd hij ingerekend en zat de rest van de oorlog gevangen. In de periode daarna werden er meerdere mensen aangehouden in Nieuw-Buinen en tijdens hun gevangenschap mishandeld door Lamberts en zijn collega's 
Lamberts werkte meerdere keren mee aan standrechtelijke executies. Op 18 september 1944 nam hij deel aan de executie van de verzetsmannen Albert Bijlsma en Roel Oosting in Zeijen. Tien dagen eerder, op 8 september 1944, hadden Lamberts en zijn collega's zeven jongens aangehouden die zich verborgen hadden in een hol in de grond om te ontkomen aan tewerkstelling in Duitsland. Zij waren gevlucht  uit het Kamp Vledder. Zes jongens werden dodelijk getroffen, een zevende werd voor dood achtergelaten, maar bereikte zwaargewond een boerderij. Hij zou later tegen Lamberts getuigen.
Lamberts was betrokken bij de executie van Pieter Wieringa, gemeentesecretaris van de gemeente Haren, op 16 november 1944 in Vries. Wieringa zat in het verzet en is in De Punt gearresteerd door de landwacht, terwijl hij op de vlucht was. Hij is geëxecuteerd in de tuin van de familie Gelling, de schoonfamilie van Lamberts, aan de Schultestraat (toen nog Molenstraat) in Vries.
Lamberts werd in november 1948 samen met Van Droffelaar door het Bijzonder Gerechtshof in Assen ter dood veroordeeld. Een gratieverzoek werd afwezen. Een jaar na zijn veroordeling werd hij geëxecuteerd in Groningen.

## Persoonlijk
Lamberts was getrouwd met Tjitske Gelling uit Vries (1921-2004). Samen hadden zij een dochter en een zoon.